# Lutjanus lunulatus
Lutjanus lunulatus es una especie de peces de la familia Lutjanidae en el orden de los Perciformes.

## Morfología
• Los machos pueden llegar alcanzar los 35 cm de longitud total.

## Hábitat
Es un pez de mar de clima tropical y asociado a los  arrecifes de coral que vive entre 10-30 m de profundidad.

## Distribución geográfica
Se encuentra desde el noreste de la Mar Arábigo hasta las Filipinas y Vanuatu.